# مقاطعة بندر بيلا
مقاطعة بندر بيلا (بالصومالية: Degmada Bender Beyla)‏ هي مقاطعة في شرق محافظة باري بولاية بونتلاند، وتطل على المحيط الهندي وهي منطقة جبلية توجد فيها مواقع أثرية، ينشط سكانه في الصيد غالبا وقليل منهم يعمل في الزراعة.

## روابط خارجية
- مقاطعات الصومال
- الخريطة الإدارية لمقاطعة بندر بيلا